# Кучерявий Максим Сергійович
Максим Сергійович Кучерявий (нар. 9 травня 2002, Київ, Україна) — український футболіст, півзахисник. Виступав за молодіжну та юнацькі збірні України.

## Кар'єра
Вихованець київської ДЮСШ-15.
2018 року пройшов стажування в шотландському клубі «Гарт оф Мідлотіан». Сезон 2020-21 українець провів в юнацькій команді «Сент-Джонстона», проте вразив тренерів першої команди і підписав із клубом трирічний контракт..
У сезоні 2021-22 півзахисник виступав у Футбольній лізі Хайленду (5-й дивізіон Шотландії) за клуб «Бріхін Сіті» на правах оренди, яка мала закінчитись влітку 2022 року. Проте, у січні 2022 року «Сент-Джонстон» достроково повернув молодого українця з оренди. Всього за «Бріхін Сіті» Кучерявий провів 19 матчів, відзначився 9-ма голами та 8-ма асистами у Футбольній лізі Хайленду.
Наприкінці лютого 2022 року Кучерявий був відправлений в оренду до клубу шотландської Другої ліги «Келті Гартс». 26 березня 2022 року у матчі проти «Стенхаузмуру» Максим забив за команду перший гол, чим зробив «Келті Гартс» чемпіонами Другої ліги — четвертого за силою дивізіону Шотландії.. Орендна угода діяла до 1 травня (за іншими даними — до 1 липня) 2022 року.
На початку січня 2023 року Максим продовжив контракт із «Сент-Джонстоном» до літа 2025 року, а вже у лютому відправився в оренду до «Фолкерку» з шотландської Першої ліги, бажаючи отримати більше ігрової практики перед іграми молодіжної збірної України. Орендна угода завершилась 31 травня того ж року.
25 липня 2023 року у матчі Кубка шотландської ліги проти «Ейр Юнайтед» (1-2) український хавбек забив перший гол за «Сент-Джонстон» у офіційних матчах. 2 вересня 2023 року півзахисник забив свої перші голи у шотландській Прем'єр-Лізі. Це сталося у матчі проти «Данді» — вийшовши на заміну на 55-й хвилині, Максим двома голами на 82-й і 96-й хвилинах зрівняв рахунок.

### Збірна
Виступав за юнацьку збірні України U-15. До складу збірної U-17 він викликався у жовтні 2018 року, проте так і не дебютував в її складі. 2022 року дебютував у збірній України U-21.

## Досягнення
- Чемпіон шотландської Другої ліги: 2022